# Vojta Braniš
Vojtěch Braniš (známý jako Vojta Braniš, 31. ledna 1893 Bzenec – 29. listopadu 1983 Záhřeb) byl česko-chorvatský sochař a pedagog.

## Životopis
Narodil se v jihomoravském Bzenci nedaleko Hodonína. V rodném městě vychodil obecnou školu, roku 1906 se s rodiči odstěhoval do Záhřebu, kde žila nemalá česká komunita. Vystudoval střední uměleckou školu v Záhřebu.
Od roku 1932 byl ředitelem a učitelem tehdejší Řemeslné školy v Záhřebu, kde vychoval řadu výtvarných umělců. V roce 1948 odešel do Bělehradu a spoluzaložil zde Akademii užitých umění. Následně se vrátil do Záhřebu, kde až do odchodu do důchodu působil na Škole užitého umění a designu.
V roce 1937 Spolu s architektem Branislavem Kojićem upravil Jugoslávský pavilon na Světové výstavě v Paříži, nazvaný Bosenský srub. V roce 1939 navrhl a se svými studenty v USA realizoval jugoslávskou učebnu pro University of Pittsburgh v rámci projektu 27 Nationality Rooms, který měl vizuálně, v interiérech učeben, reprezentovat 27 národů, které se podílely na budování Pittsburghu.
Zemřel 29. listopadu 1983 ve věku 90 let.

## Dílo (výběr)
- Chorvatský betlém (1915), polychromovaný preparovaný vosk (kostel sv. Blažeje, Záhřeb)[2]
- Máti (1920), bronzová socha (Gliptoteka, Záhřeb)
- Hlava (1920), barevná socha (Gliptoteka, Záhřeb)
- Model Horního Města (1920), (Muzeum města Záhřebu, Záhřeb)